# Йота Стрільця
Йота Стрільця (Йота Sgr, ι Стрілець, ι Sgr) — зірка в зодіакальному сузір'ї Стрільця. З видимою зоряною величиною +4,118 він досить яскравий, щоб його можна було побачити неозброєним оком.  На основі річного зсуву паралакса 17,94 мас, як видно із Землі, ця зірка розташована 182 світлових років від Сонця. Він віддаляється від Землі з радіальною швидкістю +35,8 км/с. 
Це ймовірна астрометрична подвійна система, заснована на даних про правильний рух, зібраних під час місії Гіппаркос. Видимий компонент показує спектр еволюційного гіганта K-типу або яскравого гіганта зі зоряною класифікацією K0 II-III. Виміряний кутовий діаметр після поправки на затемнення кінцівки становить 2.32±0.02. На орієнтовній відстані від цієї зірки це дає фізичний розмір приблизно в 14 разів більший за радіус Сонця. Його маса в 1,4  рази більша за масу Сонця і випромінює свою фотосферу в 87  разів більше, ніж Сонце, при ефективній температурі приблизно 4594 К. 